# Nanni di Banco
Giovanni di Antonio di Banco, detto Nanni di Banco (Firenze, 1380/1390 circa – 1421), è stato uno scultore italiano.
Lo scultore reagì ai manierismi tardo-gotici dirigendo la sua ricerca verso l'antico di cui riprese i modi pacati ma solenni, più statici delle opere coeve di Donatello, che sono invece caratterizzate da un'energia e vitalità trattenute ma perfettamente visibili.

## Biografia

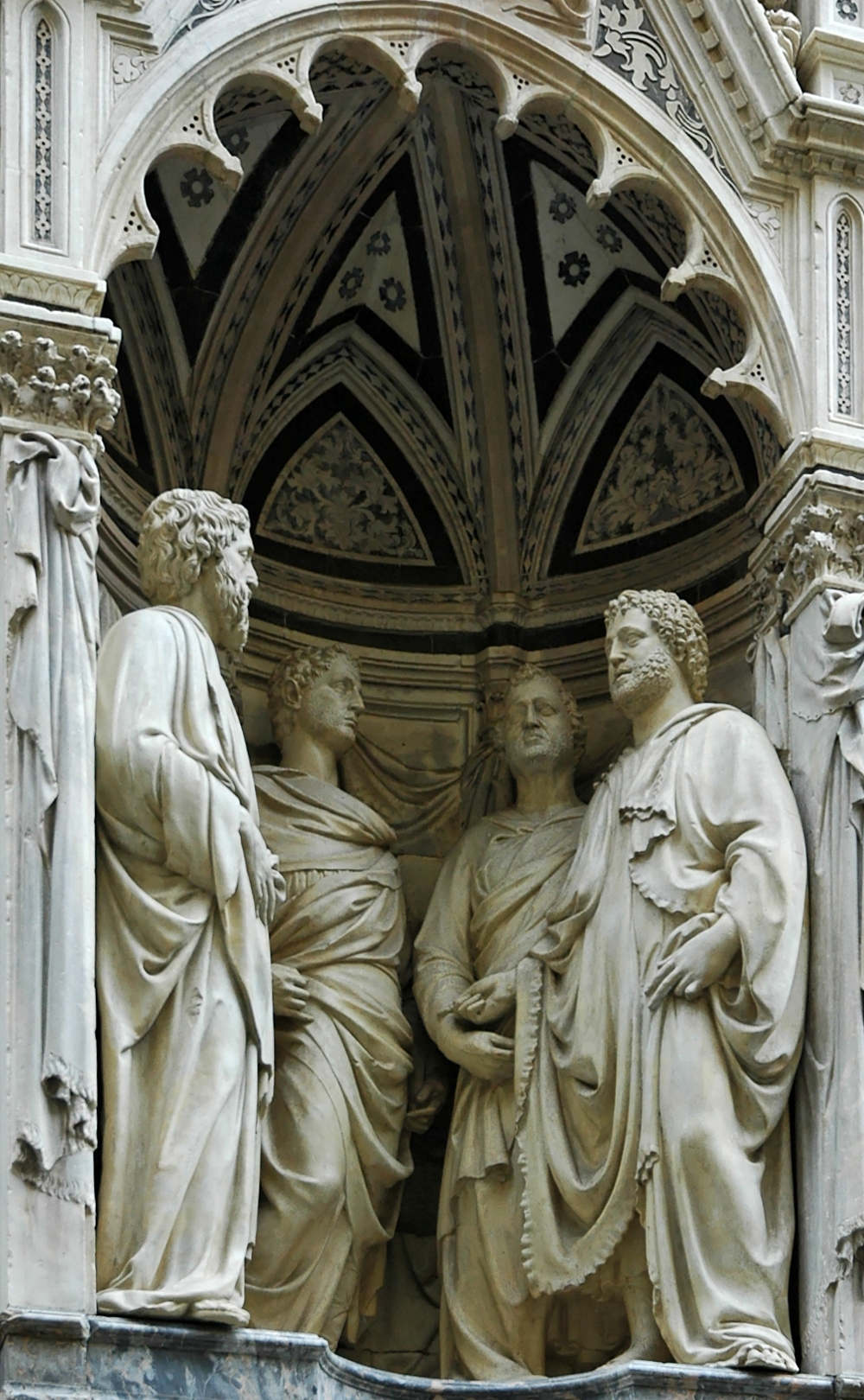
Quattro Santi Coronati, Firenze, Orsanmichele

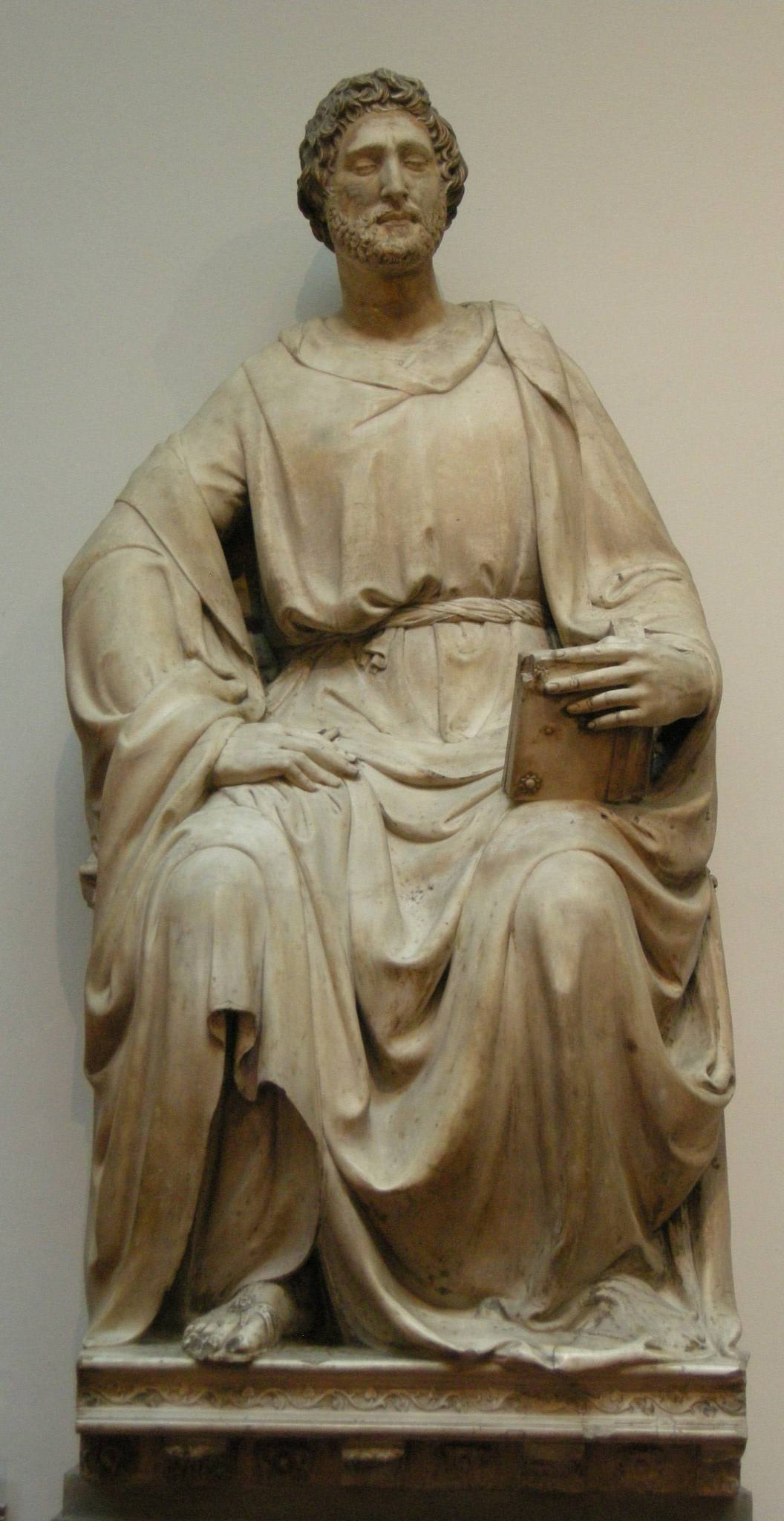
San Luca

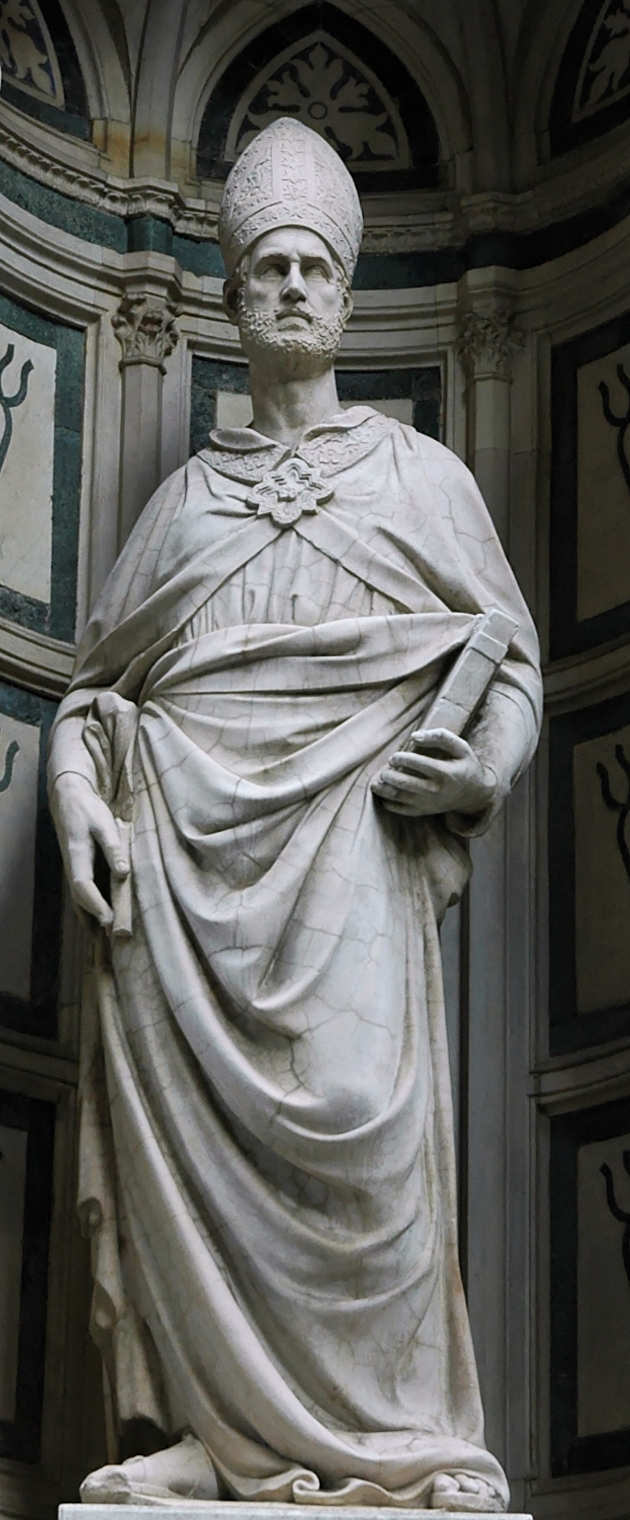
Sant'Eligio, Orsanmichele

Figlio di Antonio di Banco, scultore della fabbrica del Duomo di Firenze, nacque in città nel 1380 circa. La sua formazione probabilmente avvenne tra la cerchia degli scultori fiorentini attivi nel cantiere di Santa Maria del Fiore, soprattutto nel cantiere per la decorazione della porta nord della chiesa, ribattezzata poi Porta della Mandorla, iniziata nel 1391.
Nel 1405 si immatricolò all'Arte dei Maestri di Pietra e Legname per poter praticare l'attività di scultore. Entrò in società con Donatello, che, a differenza di quanto riporta Vasari, era suo contemporaneo e non maestro.
Tra il 1407 e il 1408 lavorò alla Porta della Mandorla, per la quale scolpì probabilmente il Profetino e altri rilievi non unanimemente individuati. Tra il 1408 e il 1413 eseguì il San Luca, ora al Museo dell'Opera del Duomo, destinato a una nicchia per la facciata del duomo fiorentino, facente parte dello stesso ciclo degli evangelisti in cui rientrano il coevo San Giovanni di Donatello, il San Marco di Niccolò di Pietro Lamberti e il San Matteo di Bernardo Ciuffagni. In esso, seguendo il profilo della nicchia, la statua è costruita con le membra allungate, non già un retaggio della precedente cultura gotica, ma un accorgimento ottico: infatti la statua era collocata in una posizione molto alta, in questo modo le proporzioni sarebbero state corrette dall'osservatore; la figura solida e austera riprende dall'antico il modello di nobile compostezza e il volto, soprattutto nel taglio dei capelli e della barba, si rifà allo stesso modo a modelli antichi.
Successivamente lavorò per la decorazione delle nicchie esterne della chiesa di Orsanmichele, realizzando il San Filippo nel 1410-1412, Sant'Eligio nel 1417-1421 e il gruppo con i Quattro Santi Coronati, ovvero quattro scalpellini martirizzati per essersi rifiutati di scolpire divinità pagane, eseguito tra il 1409 e il 1417, che è considerato il suo capolavoro. Le statue derivano la loro impostazione dai ritratti imperiali romani, come si può vedere dall'impostazione delle figure, dagli abiti e dai gesti solenni dei santi disposti a semicerchio, accompagnando in questo modo lo spazio cilindrico della nicchia; questo fu uno modelli a cui si ispirò Masaccio per il cerchio degli apostoli attorno a Cristo nell'affresco del tributo nella cappella Brancacci. Come bassorilievo inserì scene di bottega di scalpellini, in riferimento sia alle vicende dei santi martiri sia ai committenti, cioè l'Arte dei Maestri di Pietra e Legname. Riguardo a questo gruppo il Vasari racconta un episodio curioso, secondo il quale Donatello lo avrebbe aiutato a fare entrare i quattro personaggi correggendo una statua in modo che appoggiasse un braccio sulla spalla dell'altra: in realtà nei restauri del gruppo si è scoperto che le due figure accostate sono scolpite in un unico blocco di marmo.
Tra il 1414 e il 1421 realizzò la Madonna offre la cintola a san Tommaso, per il timpano della Porta della Mandorla, che da allora prese il nome proprio dalla cornice a forma di mandorla in cui è racchiusa la Vergine; l'iconografia è gotica, ma la nuova torsione del corpo della Madonna e le salde figure degli angeli impegnati a sollevare la mandorla, danno un forte ritmo ascendente.
Nel 1419 insieme a Brunelleschi e Donatello realizzò un modello perduto della cupola di Santa Maria del Fiore. Morì a circa quarant'anni e il suo migliore allievo ed erede artistico fu Luca della Robbia.

## Opere principali
- Profetino (attr.), porta della Mandorla, Duomo di Firenze, 1407
- San Vittore (attribuzione incerta), Museo dell'Opera del Duomo, Firenze
- Isaia, 1408, Duomo di Firenze
- San Luca, Museo dell'Opera del Duomo, Firenze, 1408-1413
- Quattro Santi Coronati, Museo di Orsanmichele, Firenze, 1409-1417 circa
- I Quattro Santi Coronati all'opera, rilievo alla base del tabernacolo dell'Arte dei Maestri di Pietra e Legname, chiesa di Orsanmichele, Firenze, 1409-1417 circa
- San Filippo, Museo di Orsanmichele, Firenze, 1410-1412 circa
- Madonna offre la cintola a san Tommaso, porta della Mandorla, Duomo di Firenze, 1414-1421
- Sant'Eligio, Museo di Orsanmichele, Firenze, 1417-1421 circa
- Miracolo del cavallo risanato, rilievo alla base del tabernacolo dell'Arte dei Fabbri, chiesa di Orsanmichele, Firenze, 1417-1421 circa